# Lucius (jeu vidéo)
Pour les articles homonymes, voir Lucius.
Lucius est un jeu vidéo de type survival horror développé par Shiver Games et édité par Lace Mamba Global, sorti en 2012 sur Windows.
Il a pour suite Lucius II et Lucius III. Le personnage principal du jeu est inspiré de celui de Damien Thorn de la saga des films La Malédiction[réf. nécessaire].

## Système de jeu
Le jeu se joue en vue à la 3e personne. Le joueur y contrôle un jeune garçon qui possède des pouvoirs diaboliques.

## Accueil
- Jeuxvideo.com : 11/20[1]